# Barbara Sobotta

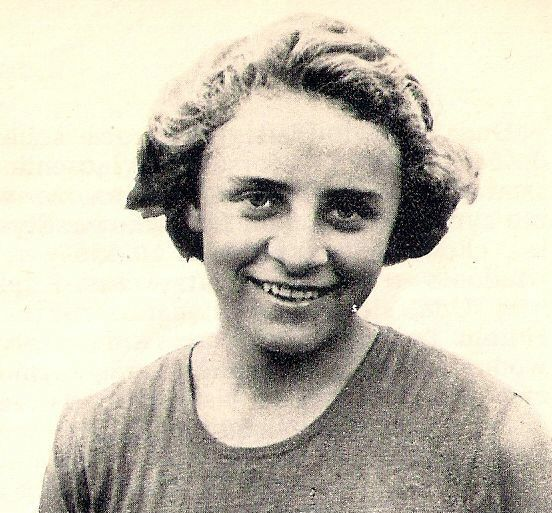
Barbara Sobotta

Barbara Sobotta (* 4. Dezember 1936 in Posen; † 20. November 2000 in Krakau) war eine polnische Sprinterin. Sie startete bis 1956 unter ihrem Geburtsnamen Barbara Lerczak; nach ihrer ersten Heirat trat sie 1958 und 1960 als Barbara Janiszewska an. Sobotta nahm jeweils dreimal an Europameisterschaften und Olympischen Spielen teil. Die 1,63 m große Leichtathletin gewann von 1953 bis 1963 zehn polnische Meisterschaften im 200-Meter-Lauf und vier Titel im 100-Meter-Lauf. 

## Leben
Bei den Europameisterschaften 1954 in Bern wurde sie als Barbara Lerczak in 24,4 s Vierte über 200 Meter, im 100-Meter-Lauf schied sie in 12,2 s im Halbfinale aus. In der 4-mal-100-Meter-Staffel belegte sie mit der polnischen Mannschaft in 47,1 s den fünften Platz. 
In Melbourne bei den Olympischen Spielen 1956 schied sie über 100 Meter und in der Staffel jeweils im Vorlauf aus. Über 200 Meter erreichte sie das Halbfinale, konnte sich in 25,2 s aber nicht für das Finale qualifizieren.
Bei den Europameisterschaften 1958 in Stockholm schied sie als Barbara Janiszewska über 100 Meter in 12,1 s im Halbfinale aus. Über 200 Meter gewann sie den Europameistertitel in 24,1 s mit zwei Zehntelsekunden Vorsprung auf Hannelore Sadau aus der DDR und Marija Itkina aus der Sowjetunion. Die polnische Stafette wurde in 46,0 s Dritte hinter den Staffeln aus der Sowjetunion und aus dem Vereinigten Königreich.
1960 bei den Olympischen Spielen in Rom belegte sie in 24,8 s den fünften Platz über 200 Meter, nachdem sie im Vorlauf 23,9 s und im Halbfinale 24,2 s gelaufen war. Mit der polnischen Stafette gewann sie in 45,0 s Bronze hinter den Teams aus den USA und aus Deutschland.
Bei den Europameisterschaften 1962 in Belgrad wurde sie in 23,9 s Dritte über 200 Meter hinter der Deutschen Jutta Heine und der Britin Dorothy Hyman, die den 100-Meter-Titel gewonnen hatte. Im Staffelfinale stellten die Polinnen in der Besetzung Teresa Ciepły, Sobotta, Elżbieta Szyroka und Maria Piątkowska mit 44,5 s einen Europarekord auf, vor den Deutschen und den Britinnen, die jeweils Landesrekord liefen. 
Ihren letzten großen Auftritt hatte Barbara Sobotta 1964 bei den Olympischen Spielen in Tokio. In 23,9 s wurde sie Sechste im 200-Meter-Finale. In der polnischen Stafette wurde sie bei deren Olympiasieg nicht eingesetzt. Auf ihrer Stammposition auf der Gegengeraden lief die junge Irena Kirszenstein.
Nach ihren Ehen mit dem Stabhochspringer Zbigniew Janiszewski und dem Hochspringer Piotr Sobotta heiratete sie den Schauspieler Jan Nowicki. Nach ihrer aktiven Laufbahn leitete sie ein Theatercafé in Krakau.

## Bestleistungen
- 100 Meter: 11,4 s (1963)
- 200 Meter: 23,6 s (1960 und 1964)